# Ніконенко Руслан Миколайович
Руслан Миколайович Ніконенко — український актор, викладач у Муніципальній академії естрадно-циркового мистецтва (ритміка, пластика, майстерність актора), режисер-постановник музично-пластичних спектаклів, член Клубу київських провідних.

## Біографія
Народився 16 серпня 1972 року.
1993 року закінчив Харківський державний інститут мистецтв ім. І. П. Котляревського за пеціальністю «актор драматичного театру та кіно».
У 2003 році закінчив аспірантуру у Київському державному університеті театру, кіно та телебачення ім. І. К. Карпенко-Карого.
Працював старшим викладачем у Харківському державному університеті мистецтв ім. І. П. Котляревського (сценічний рух, ритміка, фехтування, жонглювання, ексцентрика, пантоміма).

## Фільмографія
- 2022 «Минулому мене не зломити» (Україно, у виробництві), Дорощук;
- 2021 «Трикутник долі» (Україна), епізод;
- 2021 «Полонянка»;
- 2021 «Намалюй мені маму» (Україна);
- 2021 «Козирне місце» (Україна), майор поліції;
- 2021 «Авантюра на двох», Анатолій;
- 2020 «Шуша» (Україна), Марченко;
- 2020 «Роман з детективом» (Україна), епізод;
- 2020 «Зникаючі сліди» (Україна), Едуард Косач;
- 2020 «Звонар-2» (Україна), Щедровицький;
- 2020 «Експерт» (Україна), Нестор;
- 2020 «Проти течії» (Україна), епізод;
- 2020 «Бідна Саша» (Україна), Сергій — наглядач;
- 2019 «Садівниця» (Україна), власник котеджу;
- 2019 «Підлягає знищенню» (Україна), епізод;
- 2019 «Про що мовчить річка» (Україна), лікар;
- 2019 «Ніколи не буває пізно» (Україна), адвокат;
- 2019 «Кровна помста» (Україна), головний інженер;
- 2019 «Кримінальний журналіст» (Україна), Павло — друг Михайла;
- 2019 «Доторкнутися до серця» (Україна);
- 2019 «Зоя» (Україна), Олексій Валерійович Філатов — слідчий;
- 2019 «Місто закоханих» (Україна), епізод;
- 2019 «Повернення» (Україна), Антон Петрович Холмський (Холмс) — приватний детектив;
- 2018 «Минулий у боргу!» (Україна), слідчий;
- 2018 «Стоматолог» (Україна), епізод;
- 2018 «Родинні зв'язки» (Україна), епізод;
- 2018 «Подорож до центру душі» (Україна), епізод;
- 2018 «Послуга» (Україна), Сердюк;
- 2018 «Помічниця» (Росія, Україна), епізод;
- 2018 «Пес-4» (Україна), Боря-антіквар (8 серія «Три мавпи»);
- 2018 «Опер за викликом» (Україна), Японець (3 серія «Парашутисти»);
- 2018 «За три дні до кохання» (Україна), Троянов — бізнес-партнер Дани;
- 2018 «Затемнення» (Україна), адвокат;
- 2018 «За вітриною» (Україна), Віктор Тимофійович Маручок — співробітник управління економічної безпеки та протидії корупції;
- 2018 «Рік собаки» (Україна), лікар;
- 2018 «Бійся бажань своїх» (Україна), начальник відділу опіки;
- 2018 «Ангеліна» (Україна), Іван Тарасович Сорокін — дільничний;
- 2018 «DZIDZIO Перший раз» (Україна);
- 2017-2018 «Будиночок біля моря» (Україна), господар стрипклубу;
- 2017 «Пес-3» (Україна), Борис Рахлін — однокурсник Олени (22 серія «Охоронці»);
- 2017 «Невиправні» (Україна), лікар швидкої;
- 2017 «Мій найкращий ворог» (Росія, Україна), тракторист;
- 2017 «Ментівські війни. Одеса» (Україна), Вітя — водій сміттєвозу (Фільм № 5 «Жерсть»);
- 2017 «Заповіт принцеси» (Україна), продавець магазину спортивного одягу;
- 2017 «Друге життя Єві» (Україна), адміністратор;
- 2017 «Виховання та вигул собак та чоловіків» (Польща, Росія, Україна), господар кота;
- 2016 «Центральна лікарня» (Україна), Дмитро — букмекер;
- 2016 «Село на мільйон» (Україна), епізод;
- 2016 «Свій чужий син» (Україна), Олександр Ложкін — експерт;
- 2016 «Вікно життя» (Україна), кредитор;
- 2016 «Поганий добрий коп» (Україна), Руслан Моргашов — начальник охорони у СІЗО;
- 2016 «Нитки долі» (Україна), епізод;
- 2016 «На лінії життя» (Україна), Віктор Олегович Прохан — директор школи, організатор диверсій;
- 2016 «Майор і магія», браконьєр;
- 2015 «Ніконов та Ко» (Україна), Сергій Рубахін (10 серія);
- 2015 «Маслюки»;
- 2014 «Чарлі», гравець;
- 2014 «Швидка допомога» (Україна), Микола Замбано — поліцейський (2 серія);
- 2014 «Мажор», таксист;
- 2014 «Особиста справа» (Україна), Віктор Лавров — батько дитини Велесової;
- 2014 «Давай поцілуємось» (Україна), лисий клієнт;
- 2014 «Вітрова жінка» (Росія, Україна), епізод;
- 2014 «Брат за брата-3» (Росія, Україна), Топорків;
- 2014 «1812-1815. Закордонний похід» (Росія, Україна, документальний);
- 2013 «Онлайн»;
- 2013 «П'ята сторожа» («Мертвий після прибуття» 1 сезон, «Плоть та кров» 15 серія, епізод);
- 2013 «Метелики» (Україна), Степан — перукар;
- 2013 «Пастка» (Україна, Росія), Сивий;
- 2013 «Жіночий лікар-2» (Україна), Роман Миколайович Богданов — слідчий (2 серія «Алібі», 27 серія «Пастка», 43 серія «Поєдинок»);
- 2013 «Агент», актор-імітатор;
- 2012 «Щасливий квиток» (Росія, Україна), охоронець на яхті;
- 2012 «Смерть шпигунам. Прихований ворог» (Білорусь, Росія, Україна), ад'ютант Вальда;
- 2012 «СБУ. Спецоперація» (Україна), Носів;
- 2012 «Порох та дріб» (Росія, Україна), Четвертий (Фільм № 3 «Кореш»);
- 2012 «Перевертень у погонах» (Україна), Шагалів — модельєр;
- 2012 «Захисниця», командир спецназу;
- 2011-2013 «Три сестри» (Україна);
- 2011 «Заєць, смажений по-берлінськи», майор;
- 2011 «Екстрасенси-детективи», Полуянов (13 серія);
- 2011 «Справа була на Кубані», епізод;
- 2011 «Повернення Мухтара-7», Єгоров (9 серія «Готель „Каліфорнія“»), Ігор Валентинович Карпухін (43 серія «Поле чудес»);
- 2011 «Балада про бомбера» (Україна), епізод;
- 2011 «Байки Мітяя» (Україна), агент;
- 2010 «За загадкових обставин» (Україна), сержант витверезника (Фільм № 3 «Наступна станція — Смерть»).

## Нагороди
- Лауреат фестивалю «Курбалесія» (Харків, 2006)[1];
- Лауреат фестивалю у м. Білосток (Польща, 2004);
- Гран-прі в номінації «краща чоловіча роль» та «краща вистава року» (фестиваль «Перлина сезону» м. Київ);
- Лауреат фестивалю «Ярилові ігрища» (м. Львів);
- Лауреат премії спільного українсько-американського видавництва «Смолоскип»;
- Лауреат фестивалю «Березілля» (Київ);
- Лауреат фестивалю «Боспорські агони» (Керч)